# オクトネホシクサ
オクトネホシクサ (Paepalanthus kanaii Y.Satake) はイネ目ホシクサ科パエパランツス属 の植物である。

## 発見と記載の経緯
1959年，群馬県にて金井弘夫が平ケ岳(群馬県・新潟県)付近，標高900m付近で採集され，東京大学総合研究資料館に保存されていた1標本をもとに佐竹義輔により1978年に記載された．以降追加標本は得られていない．
記載当時の時点で採集地付近は矢木沢ダムの建造により水没しており，現地調査においても発見することはできなかった。
2020年現在、環境省のレッドデータブックでは情報不足 (DD) となっており、絶滅扱いとはなっていない。

## 特徴
標本からは多年生と考えられている．
径2cmほどの根茎をもち，葉は長さ5-7cm，基部の幅5mm内外であり，両面・辺縁とも多毛である．
雄花の花弁は3で，裂片には腺及び毛を欠く．雄蕊は3個である．漏斗状の花弁の底に棍棒状の先端が三分岐した退化雌蕊をもつ．
雌花も花弁は3で，花柱の先端は長さ2-3mmの3分岐となっており，その一つ一つに柱頭がつく．花柱の基部には3個の棍棒状の花柱付属物がある．
これらの特徴は本種が日本から知られるホシクサ属ではなく，中南米およびアフリカに分布するパエパランツス属であることを示唆する．但し，当時400-500種記載されていたパエパランツス属の他種との詳細な比較検討はなされていない．

## 分類上の謎
オクトネホシクサの属するパエパランツス属（オクトネホシクサ属 Paepalanthus）は中南米からアフリカ及びマダガスカル島にかけて480種が知られているが，アジアから知られているのはたった1標本のみからしられる本種だけである．